# Lala-1

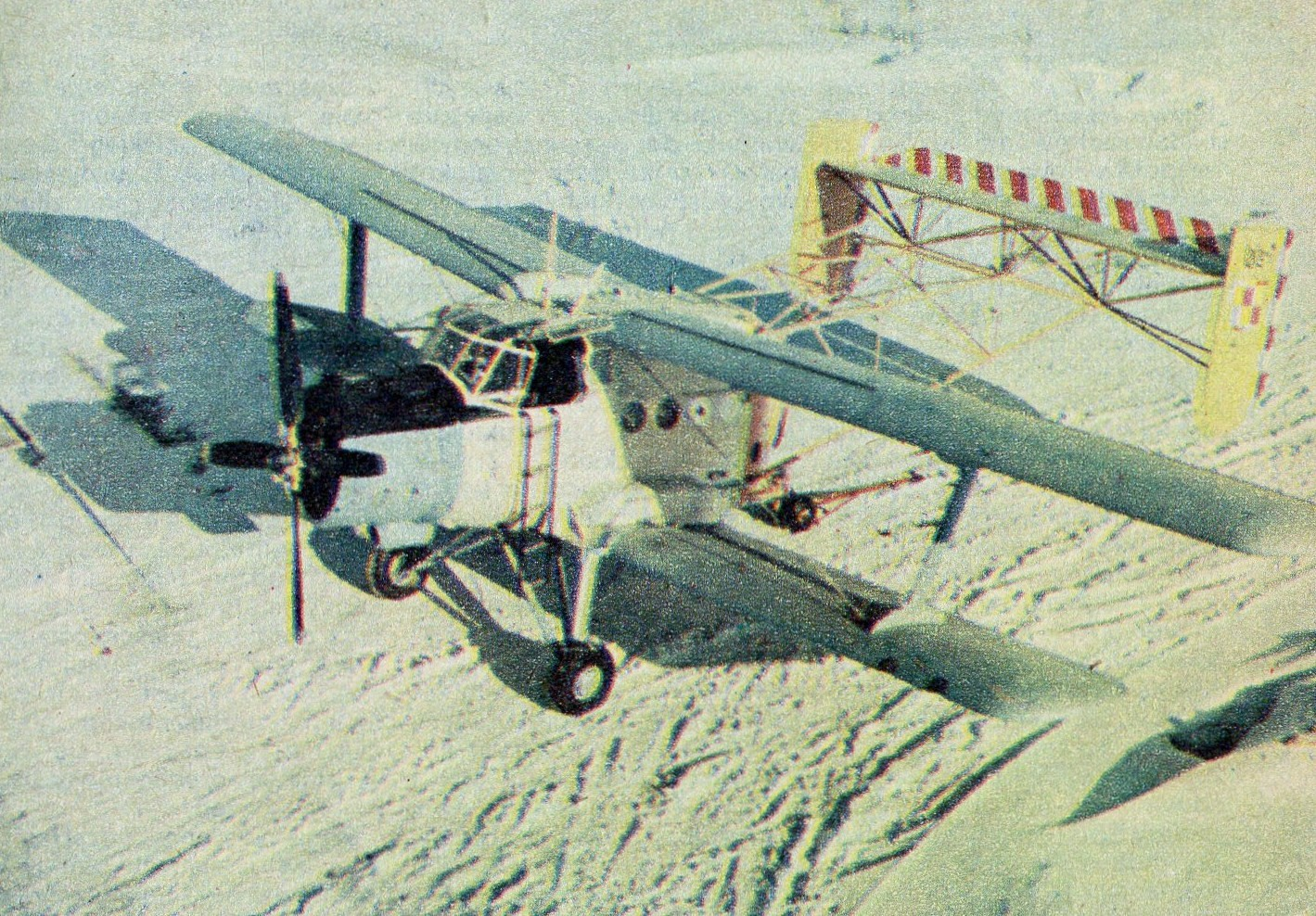
Lala-1

Lala-1 (Latające laboratorium) – polski powojenny samolot doświadczalny zaprojektowany w Instytucie Lotnictwa.
W czerwcu 1971 roku konstruktorzy z Instytutu Lotnictwa zdecydowali o budowie samolotu eksperymentalnego przeznaczonego do badań samolotu rolniczego z zastosowanym silnikiem odrzutowym AI-25. Wyniki z tych badań posłużyły konstruktorom do opracowania koncepcji rolniczego odrzutowca PZL M-15 (Belphegor). Postanowiono wykorzystać układ samolotu dwupłatowego An-2 wersja PZL An-2R przeznaczona jest do prac agrolotniczych. Wykorzystano bez zmian płat, zespół napędowy ASz-62IR, kabinę pilotów i podwozie główne. W konstrukcji skrócono kadłub, z boku zamontowano jeden chwyt powietrza, w końcu kadłuba zamontowano dodatkowy silnik turboodrzutowy AI-25 o ciągu 1470 daN (1500 kG) z silnikiem rozruchowym AI-9. Autorem tego pomysłu był mgr inż. Andrzej Frydrychewicz. Całość kończyła owiewka z laminatu szklano-epoksydowego. Usterzenia były pokryte płótnem. Badano wpływ gazów wylotowych silnika odrzutowego na usterzenie i układ sterowania sterami wysokości i kierunku, oraz na rozpylane chemikalnia w celach ochrony roślin. Projekt konstrukcyjny tego doświadczalnego samolotu i prace nad nim wykonane były przez Ośrodek Płatowców i Wytrzymałości w Instytucie Lotnictwa w 1971 przez zespół pod kierunkiem mgr. inż. Jerzego Świdzińskiego i trwały pół roku. Samolot oblatano 10 lutego 1972 z wykorzystaniem silnika tłokowego. Oblotu dokonał inż. Andrzej Abłamowicz, pilot doświadczalny Instytutu Lotnictwa. Doświadczenia z testów samolotu Lala-1 zostały wykorzystane przy konstruowaniu nowego eksperymentalnego samolotu, oznaczonego LLM-15, który oblatano 30 maja 1973. Silnik odrzutowy uruchomiono w locie 26 kwietnia. Samolot latał z wojskowymi szachownicami, z numerem taktycznym 12832. Po zakończeniu prób został zdemontowany. Wyniki z badań w locie posłużyły do opracowania samolotu M-15. Nie wiadomo, by jakiś fragment konstrukcji był eksponowany w muzeum lotniczym.